# إيما هويا سفينسون
إيما هويا سفينسون (بالسويدية: Emma Hawia Svensson) مواليد 10 ديسمبر 1990 في ماريفريد، هي لاعبة كرة يد سويدية تلعب كجناح أيمن. مثلت منتخب السويد لكرة اليد للسيدات.

## سجل المنافسة
شاركت في البطولات التالية:
- بطولة العالم لكرة اليد للسيدات 2015
- بطولة أوروبا لكرة اليد للسيدات 2012